# رنگرز (شهریار)
رنگرز، روستایی از توابع بخش مرکزی شهرستان شهریار در استان تهران ایران است.
روستاي رنگرز 
دهستان جوقین
بخش مرکزي
شهرستان شهریار
الگو:طرح هادی روستا رنگرز

## جمعیت
این روستا در دهستان جوقین قرار دارد و براساس سرشماری مرکز آمار ایران در سال ۱۳۸۵، 
. براساس سرشماري سال 1385این روستا داراي
- 360نفر و 96خانوار جمعیت بوده است و در سال 1390جمعیت این روستا 419نفر برآورد شده است .

1. معرفی مسائل و مشکلات روستا از نظر ساکنین آن :

1. فرسودگی برخی از واحد هاي مسکونی روستا و ساختمانهاي خدماتی نظیر دبستان روستا
2. دفع غیربهداشتی فاضلاب روستا
3. شبکه معابر نا منظم ،خاکی و فرسوده و تنگ
4. کمبود مسکن
5. پایین بودن سطح درآمد روستاییان
6. پرهزینه بودن کشت اراضی کشاورزي و خرد بودن اراضی
7. خشکسالی ،از بین رفتن محصولات و کمبود آب به ویژه در فصول گرم سال
8. بیکاری جوانان
9. کمبود امکانات فرهنگی و ورزشی
10. پایین بودن سطح سواد و تحصیلات
11. . عدم وجود اعتبار براي عمران و آبادانی روستا
12. نگهداري سنتی و غیر بهداشتی دام
13. ایجاد سیل و مشکلات عدیده مربوطه در زمان بارندگی
14. عدم گاز لوله کشی
15. جاري بودن فاضلاب بعضی از خانه ها در معابر –
16. عدم حمایت دولت از کشاورزان و دامداران –
17. وجود برخی آسیبهاي اجتماعی –
18. عدم وجود کارگاههاي اشتغالزایی در سطح روستا